# Piece of Mind
Piece of Mind é o quarto álbum de estúdio da banda britânica de heavy metal Iron Maiden, lançado em 16 de maio de 1983 pela EMI Records no Reino Unido e pela Harvest e Capitol Records nos Estados Unidos. Foi o primeiro álbum da banda com participação do baterista Nicko McBrain, que havia deixado recentemente a banda Trust e foi baterista do Iron Maiden até sua aposentadoria das turnês em 2024.
Piece of Mind obteve sucesso crítico e comercial, alcançando a terceira posição da parada de álbuns britânica e adquirindo certificados de platina no Reino Unido e nos Estados Unidos.

## Composição
Em termos de letras, o álbum reflete amplamente os interesses literários do grupo, como "To Tame a Land", inspirado no romance de ficção científica de Frank Herbert de 1965, Dune; "Sun and Steel", baseado na vida do samurai Miyamoto Musashi e seu título retirado do ensaio de Yukio Mishima de 1968, Sun and Steel; "Still Life", influenciado pelo conto de Ramsey Campbell de 1964 "The Inhabitant of the Lake", e "The Trooper", inspirado em "The Charge of the Light Brigade" (1854) de Alfred, Lord Tennyson. Influências cinematográficas também estão presentes, como "Where Eagles Dare", baseada no filme de Brian G. Hutton de 1968 com o mesmo título, com roteiro de Alistair MacLean, e "Quest for Fire", baseada no filme de 1981 de Jean-Jacques Annaud, que incorretamente reúne, no mesmo período da História, dinossauros e homens. Além disso, "Revelations", escrita por Dickinson, inclui versos do hino de G. K. Chesterton, "O God of Earth and Altar", enquanto o restante da música é influenciado por Aleister Crowley. Influências mais exóticas incluem a mitologia grega, embora ligeiramente alterada, para "Flight of Icarus". "To Tame a Land" deveria ser intitulado "Dune" em homenagem ao romance, mas após buscar permissão dos agentes de Frank Herbert, a banda recebeu uma mensagem que dizia: "Frank Herbert não gosta de bandas de rock, particularmente bandas de heavy rock, e especialmente bandas como Iron Maiden" e foram forçados a mudar o nome.

### Mensagem oculta
No início da sexta faixa, "Still Life", a banda incluiu uma mensagem oculta que só poderia ser entendida tocando a música ao contrário. Isso era uma piada e uma tentativa de retaliar os críticos que acusaram o Iron Maiden de ser satânico. A mensagem ao contrário consiste no baterista Nicko McBrain imitando a impressão do ator John Bird de Idi Amin. A frase em si foi retirada do álbum satírico The Collected Broadcasts of Idi Amin (1975) de Bird e Alan Coren.[7]  Algumas frases utilizadas na faixa também aparecem regularmente nas canções "Listen with Nicko!" de McBrain da coleção The First Ten Years.

## Lançamento e recepção da crítica
| Críticas profissionais | Críticas profissionais |
| Avaliações da crítica  | Avaliações da crítica  |
| Fonte                  | Avaliação              |
| ---------------------- | ---------------------- |
| allmusic               | link                   |
| Music Emissions        | (classic) link         |

Precedido pelo single "Flight of Icarus" em 28 de abril, Piece of Mind foi lançado em 16 de maio de 1983. Alcançou a terceira posição da parada de álbuns britânica e passou um total de 18 semanas no gráfico.
Nos Estados Unidos, tornou-se o álbum da banda mais bem colocado na Billboard 200 até então, alcançando a 14ª posição. Ainda em julho daquele ano, Piece of Mind recebeu o certificado de ouro da Recording Industry Association of America (RIAA), posteriormente sendo atualizado para platina em 1986.
Em 1983, a Kerrang! publicou uma pesquisa dos maiores álbuns de metal de todos os tempos, com Piece of Mind em primeiro lugar e The Number of the Beast em segundo. As críticas foram em sua maioria positivas, com a Sputnikmusic saudando-o como "facilmente um álbum que pertence à sua coleção" (embora eles argumentem que "nomes como Powerslave [1984], Somewhere in Time [1986] e Brave New World [2000] o ultrapassariam)". A AllMusic descreveu-o como "essencial para qualquer um com o mais básico interesse em heavy metal", embora "a segunda metade caia um pouco em relação à primeira". Em uma crítica mista da Rolling Stone, "Tanto Piece of Mind quanto Powerslave prosseguem da mesma forma, embora com interesse melódico diminuído [...]".

## Lista de faixas
| Piece of Mind – Edição padrão |                          |                        |         |  |
| N.º                           | Título                   | Compositor(es)         | Duração |  |
| 1.                            | "Where Eagles Dare"      | Steve Harris           | 6:10    |  |
| 2.                            | "Revelations"            | Bruce Dickinson        | 6:48    |  |
| 3.                            | "Flight of Icarus"       | Adrian Smith Dickinson | 3:51    |  |
| 4.                            | "Die with Your Boots On" | Smith Dickinson Harris | 5:28    |  |
| 5.                            | "The Trooper"            | Harris                 | 4:15    |  |
| 6.                            | "Still Life"             | Dave Murray Harris     | 4:53    |  |
| 7.                            | "Quest for Fire"         | Harris                 | 3:41    |  |
| 8.                            | "Sun and Steel"          | Dickinson Smith        | 3:26    |  |
| 9.                            | "To Tame a Land"         | Harris                 | 7:27    |  |
| Duração total:                | Duração total:           | Duração total:         | 45:28   |  |

| Piece of Mind – Reedição de 1995 (disco bônus) |                     |                 |         |  |
| N.º                                            | Título              | Compositor(es)  | Duração |  |
| 1.                                             | "I've Got the Fire" | Ronnie Montrose | 2:38    |  |
| 2.                                             | "Cross-Eyed Mary"   | Ian Anderson    | 3:55    |  |
| Duração total:                                 | Duração total:      | Duração total:  | 6:33    |  |

## Integrantes
- Bruce Dickinson – voz
- Dave Murray – guitarra
- Adrian Smith – guitarra e segunda voz
- Steve Harris – baixo e segunda voz
- Nicko McBrain – bateria

## Performance nas paradas

### Álbum
| País           | Parada musical (1983) | Melhor posição |
| -------------- | --------------------- | -------------- |
| Áustria        | Ö3 Austria Top 40     | 10             |
| Alemanha       | Media Control Charts  | 8              |
| Holanda        | MegaCharts            | 9              |
| Nova Zelândia  | RIANZ                 | 8              |
| Noruega        | VG-lista              | 9              |
| Suécia         | Sverigetopplistan     | 6              |
| Reino Unido    | Official Albums Chart | 3              |
| Estados Unidos | Billboard 200         | 14             |
| País           | Parada musical (2010) | Melhor posição |
| Grécia         | IFPI Greece           | 39             |
| País           | Parada musical (2012) | Melhor posição |
| Suécia         | Sverigetopplistan     | 34             |

### Singles
| Single                         | Parada musical (1983)  | Melhor posição | Álbum             |
| ------------------------------ | ---------------------- | -------------- | ----------------- |
| "Flight of Icarus"             | Irish Singles Chart    | 14             | Piece of Mind     |
| "Flight of Icarus"             | UK Singles Chart       | 11             | Piece of Mind     |
| "The Trooper"                  | Irish Singles Chart    | 12             | Piece of Mind     |
| "The Trooper"                  | UK Singles Chart       | 12             | Piece of Mind     |
| Single                         | Parada musical (1990)  | Melhor posição | Álbum             |
| "Flight of Icarus/The Trooper" | UK Albums Chart        | 7              | —                 |
| Single                         | Parada musical (2005)  | Melhor posição | Álbum             |
| "The Trooper" (live)           | Canadian Singles Chart | 5              | Death on the Road |
| "The Trooper" (live)           | Danish Singles Chart   | 7              | Death on the Road |
| "The Trooper" (live)           | Finnish Singles Chart  | 5              | Death on the Road |
| "The Trooper" (live)           | French Singles Chart   | 100            | Death on the Road |
| "The Trooper" (live)           | Irish Singles Chart    | 16             | Death on the Road |
| "The Trooper" (live)           | Italian Singles Chart  | 8              | Death on the Road |
| "The Trooper" (live)           | Spanish Singles Chart  | 1              | Death on the Road |
| "The Trooper" (live)           | Swedish Singles Chart  | 5              | Death on the Road |
| "The Trooper" (live)           | Swiss Singles Chart    | 61             | Death on the Road |
| "The Trooper" (live)           | UK Singles Chart       | 5              | Death on the Road |
| Single                         | Parada musical (2006)  | Melhor posição | Álbum             |
| "The Trooper" (live)           | Spanish Singles Chart  | 10             | Death on the Road |

## Certificações
| País           | Certificação              | Vendidos   | Ano  |
| -------------- | ------------------------- | ---------- | ---- |
| Estados Unidos | Platina - RIAA            | 1.000.000+ | 1986 |
| Reino Unido    | Platina - IFPI            | 500.000+   | 1990 |
| Canadá         | 2× Platina - Music Canada | 200.000+   | 2000 |
| Alemanha       | Ouro - BVMI               | 250.000+   | 1996 |
| Finlândia      | Ouro - Finlândia          | 25.000+    | 1986 |